# Hadrodactylus rectinervis
Hadrodactylus rectinervis är en stekelart som beskrevs av Per Abraham Roman 1909. Hadrodactylus rectinervis ingår i släktet Hadrodactylus och familjen brokparasitsteklar. Arten är reproducerande i Sverige. Inga underarter finns listade i Catalogue of Life.